# Prosopocera bomansi
Prosopocera bomansi är en skalbaggsart som beskrevs av Stefan von Breuning 1965. Prosopocera bomansi ingår i släktet Prosopocera och familjen långhorningar. Inga underarter finns listade i Catalogue of Life.